# 布里翁市 (委內瑞拉)

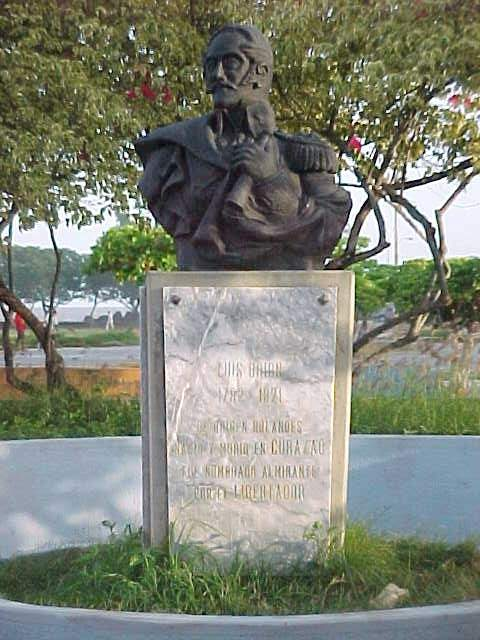

布里翁市（西班牙語：Municipio Brión），是委內瑞拉的一個市，位於該國北部米蘭達州，首府設於伊格羅特，始建於1992年5月26日，面積531平方公里，2011年人口58,854，人口密度每平方公里0.11人。